# Estação Antônio João
A Estação Antônio João é uma estação ferroviária, pertencente à Linha 8–Diamante operada pela ViaMobilidade. Está localizada no distrito de Aldeia, município de Barueri.

## História
A estação de Antônio João foi construída pela EFS em 18 de março de 1941, visando atender a demanda de passageiros e cargas da Fazenda Militar Antonio João, criada em 1930, que abastecia com víveres os dos aquartelamentos de Barueri (Arsenal de Guerra, 20.º Grupo de Artilharia de Campanha Leve, 22º Depósito de Suprimentos). Durante décadas, constitui-se de um par de plataformas ladeado por uma pequena edificação, dada a sua demanda ser baixa. Durante a gestão da FEPASA, foi selecionada em 1973 pelo consórcio Engevix- Sofrerail para receber reformas do plano de modernização dos subúrbios. Apesar de suas obras terem sido iniciadas em meados dos anos 1970, os trabalhos se arrastaram até 1982 quando foi inaugurada.Apesar de suas obras terem sido iniciadas em meados dos anos 1970, os trabalhos se arrastaram até 1982 quando foi inaugurada.
Com o crescimento de Barueri, a região da estação até então pacata sofre um intenso processo de ocupação culminando com a desativação da Fazenda Militar. Em 1996, a FEPASA repassa a estação para a CPTM. O aumento no tráfego de pedestres e veículos pela passagem de nível da estação acaba ocasionando acidente,s sendo o mais grave ocorrido em novembro de 2000. Nessa data, um trem da CPTM colide com um ônibus de fretamento que havia furado a cancela da passagem de nível. O choque entre o trem e o ônibus provoca a morte de uma pessoa e ferimentos em outras dezessete.
Após esse acidente, a prefeitura de Barueri constrói um viaduto e a passagem de nível é desativada para veículos em 2004. Com a construção do viaduto, novos empreendimentos surgem no lado norte da estação como: 
- Call Center da empresa CSU. Considerado o maior da América Latina, com capacidade para até 20 mil operadores, a obra custou R$ 10 milhões e foi inaugurada em 2009;[6]

- Parque Shopping Barueri. Inaugurado em novembro de 2011, possui  37,4 mil metros quadrados de área bruta locável (ABL), 177 lojas e 1700 vagas de estacionamento.[7] Segundo a administração do shopping, cerca de 35 mil pessoas visitam o empreendimento diariamente.[8]

A abertura da Ponte Akira Hashimoto em outubro de 2013, ligando a região da estação Antonio João ao Alphaville também influiu na demanda da estação, que passou a contar com novas linhas de ônibus entre essa estação e o bairro Alphaville.
Com isso, a demanda da estação quadruplicou sem que as instalações da estação fossem ampliadas (apesar dos projetos -vide seção Projetos). Isso gerou várias reclamações dos passageiros que sofrem com as instalações acanhadas da estação.
Em 20 de abril de 2021 foi concedida para o consórcio ViaMobilidade composto pelas empresas CCR (atual Motiva) e RUASinvest, com a concessão para operar a linha por trinta anos. O contrato de concessão foi assinado e a transferência da linha foi realizada em 27 de janeiro de 2022.

## Toponímia
Antônio João Ribeiro foi um tenente do exército imperial brasileiro, herói da Guerra do Paraguai, tendo se destacado na defesa da Colônia Militar de Dourados. Posteriormente, foi nomeado patrono do Quadro Auxiliar de Oficiais do Exército Brasileiro.

## Projetos
| Estação Antonio João - MDU  |
|                             |
| Fontes: CPTMe ViaMobilidade |

Desde a estação ter sido repassada para a CPTM, dois projetos de modernização foram contratados, embora nunca tenham saído do papel:
- Em 2005 foram contratadas as empresas Costa Lima Arquitetura e Concremat Engenharia e Tecnologia S/A, que elaboraram um projeto no valor de R$ 883.173,52. O projeto foi apresentado ao público pela CPTM em junho de 2007 e chegou a ser assumido pela prefeitura de Barueri num convênio assinado em 2009, prevendo investimentos de R$ 30 milhões e conclusão das obras em 2011.[16] Por divergências políticas, o convênio foi desfeito e o projeto não saiu do papel.[17]

- Em 2014 a General Shopping, administradora do Parque Shopping Barueri, propõe uma parceria com a CPTM e contrata a empresa Somatec Engenharia para elaborar um projeto de uma nova edificação para a estação capaz de se integrar ao shopping. Esse projeto não saiu do papel.[18]

Em 2010 a EMTU projetou um terminal de ônibus metropolitano como parte do Corredor BRT Barueri-Cajamar. O terminal foi projetado para ser integrado com a estação Antonio João.
A reforma da estação Antônio João foi incluída no contrato de concessão das Linhas 8 e 9. O Governo do estado de São Paulo publicou em dezembro de 2024 o primeiro decreto de desapropriação de uma área de 810,22 m² necessária para as obras de modernização da estação Antônio João.
A prefeitura de Carapicuíba, junto da empresa Del Rey Transportes, criaram uma linha de ônibus municipal, (Carapicuíba), que passa por muitos pontos importantes da cidade, (Av. Inocêncio Seráfico, Estrada da Gabiroba, Estrada do Gopiuva, Vila Dirce, Plaza Shopping, Estrada do Pequiá, Vila Menck, Cidade Ariston) e que no final chega na estação Antônio João.

## Tabelas
| Linha      | Terminais               | Comprimento (km) | Estações | Observações                                                                                           |
| ---------- | ----------------------- | ---------------- | -------- | --- |
| 8 Diamante | Júlio Prestes ↔ Itapevi | 35,283           | 20       | Possui extensão operacional Antiga Linha B–Cinza / Antiga Linha Oeste do Trem Metropolitano da FEPASA |

| Sigla | Estação      | Inauguração         | Integração                          | Plataformas | Posição    | Notas                                                                                                  |
| ----- | ------------ | ------------------- | ----------------------------------- | ----------- | ---------- | --- |
| AJO   | Antônio João | 18 de março de 1941 | Bilhete Único da SPTrans / Benfácil | Laterais    | Superfície | Estação construída pela Estrada de Ferro Sorocabana Reconstruída pela FEPASA em 25 de novembro de 1982 |